# Río (Fonsagrada)
Río (llamada oficialmente San Pedro de Río) es una parroquia española del municipio de Fonsagrada, en la provincia de Lugo, Galicia.

## Geografía
Tiene una extensión de unos 21.35 km² y es limítrofe al norte con las parroquias de Freixo y Lamas de Moreira; al sur con los ayuntamientos de Navia de Suarna y Baleira, al este con la parroquia de Lamas de Moreira y al oeste con la parroquia de Freixo.

## Organización territorial
La parroquia está formada por catorce entidades de población:

### Entidades de población
Entidades de población que forman parte de la parroquia:
- Aguiar
- Buisán
- Castosa (Castonsa)
- Crecencia
- Ferreiros
- Monterrío
- Redrollán
- San Pedro
- Sanguñedo
- Sudros

### Despoblados
Despoblados que forman parte de la parroquia:
- Escouride
- Mazo (O Mazo)

## Demografía
| Gráfica de evolución demográfica de Río entre 2000 y 2019 |
|                                                           |
| Datos según el nomenclátor publicado por el INE.          |

## Economía
La actividad principal es la ganadería tradicional, con pequeñas explotaciones, aunque alguno de sus habitantes posee alguna explotación de tipo medio.

## Festividades
Las fiestas patronales son las de la Virgen del Carmen.